# Districte de Maganja da Costa
El districte de Maganja da Costa és un districte de Moçambic, situat a la província de Zambézia. Té una superfície de 7.597 kilòmetres quadrats. En 2007 comptava amb una població de 276.881 habitants. Limita al nord amb el districte d'Ile, al nord-oest i oest amb el districte de Mocuba, al sud-oest amb el districte de Namacurra, al sud i sud-est amb l'oceà Índic i a l'est amb el districte de Pebane.

## Evolució demogràfica
| 1980    | 1997    | 2007    |
| 205.561 | 229.230 | 276.881 |

## Divisió administrativa
El districte està dividit en quatre postos administrativos (Bajone, Maganja da Costa, Mocubela i Nante), compostos per les següents localitats:
- Posto Administrativo de Bajone:
  - Missal
  - Nacuda
  - Naico
- Posto Administrativo de Maganja da Costa:
  - Vila de Maganja da Costa
  - Bala
  - Cabuir
  - Cariua
- Posto Administrativo de Mocubela:
  - Maneia
  - Mocubela
  - Muzo
- Posto Administrativo de Nante/Baixo Licungo:
  - Alto Mutola
  - Moneia
  - Muôloa
  - Nante
  - Nomiua